# Peter Jahn
Peter Jahn   (Hèlsinki, 2 de març de 1964) és un ex-pilot de trial finlandès. A finals dels anys 80 va ser un dels competidors destacats del Campionat del Món de trial. A banda, va ser quatre vegades Campió escandinau de trial (1989 - 1992) i sis vegades Campió de Finlàndia (1984-88 i 1992).
Un cop retirat de l'alta competició el 1994, seguí competint a Finlàndia fins ben entrat l'any 2000, en què encara acabà vuitè al campionat d'aquell país.

## Palmarès
| Any          | Motocicleta    | C. del Món outdoor | C. del Món indoor | Campionat escandinau | Campionat de Finlàndia | Títols |
| ------------ | -------------- | ------------------ | ----------------- | -------------------- | ---------------------- | ------ |
| 1982         | Montesa        | -                  | -                 |                      |                        | -      |
| 1983         | Montesa        | -                  | -                 |                      |                        | -      |
| 1984         | Montesa        | 22è                | -                 |                      | 1r                     | 1      |
| 1985         | Honda          | 12è                | -                 |                      | 1r                     | 1      |
| 1986         | Garelli        | 16è                | -                 |                      | 1r                     | 1      |
| 1987         | Beta           | 19è                | -                 |                      | 1r                     | 1      |
| 1988         | Beta           | 10è                | -                 |                      | 1r                     | 1      |
| 1989         | Beta           | 9è                 | -                 | 1r                   |                        | 1      |
| 1990         | Beta           | 13è                | -                 | 1r                   |                        | 1      |
| 1991         | Beta           | -                  | -                 | 1r                   |                        | 1      |
| 1992         | Gas Gas        | -                  | -                 | 1r                   | 1r                     | 2      |
| 1993         | Gas Gas/Fantic | -                  | 17è               |                      |                        | -      |
| Total títols | Total títols   | 0                  | 0                 | 4                    | 6                      | 10     |

1. ↑  Al total de títols s'hi compten tots els campionats estatals o internacionals guanyats